# Босняки Чорногорії
Босняки — це південнослов'янський народ, який був уперше введений у перепис Чорногорії в 2003 році. Згідно з останнім переписом населення 2011 року, загальна кількість босняків у Чорногорії була на рівні 89 614 осіб, що становило 15 % від усього населення. Босняки — третя за чисельністю етнічна група в країні після чорногорців та сербів.

## Демографія

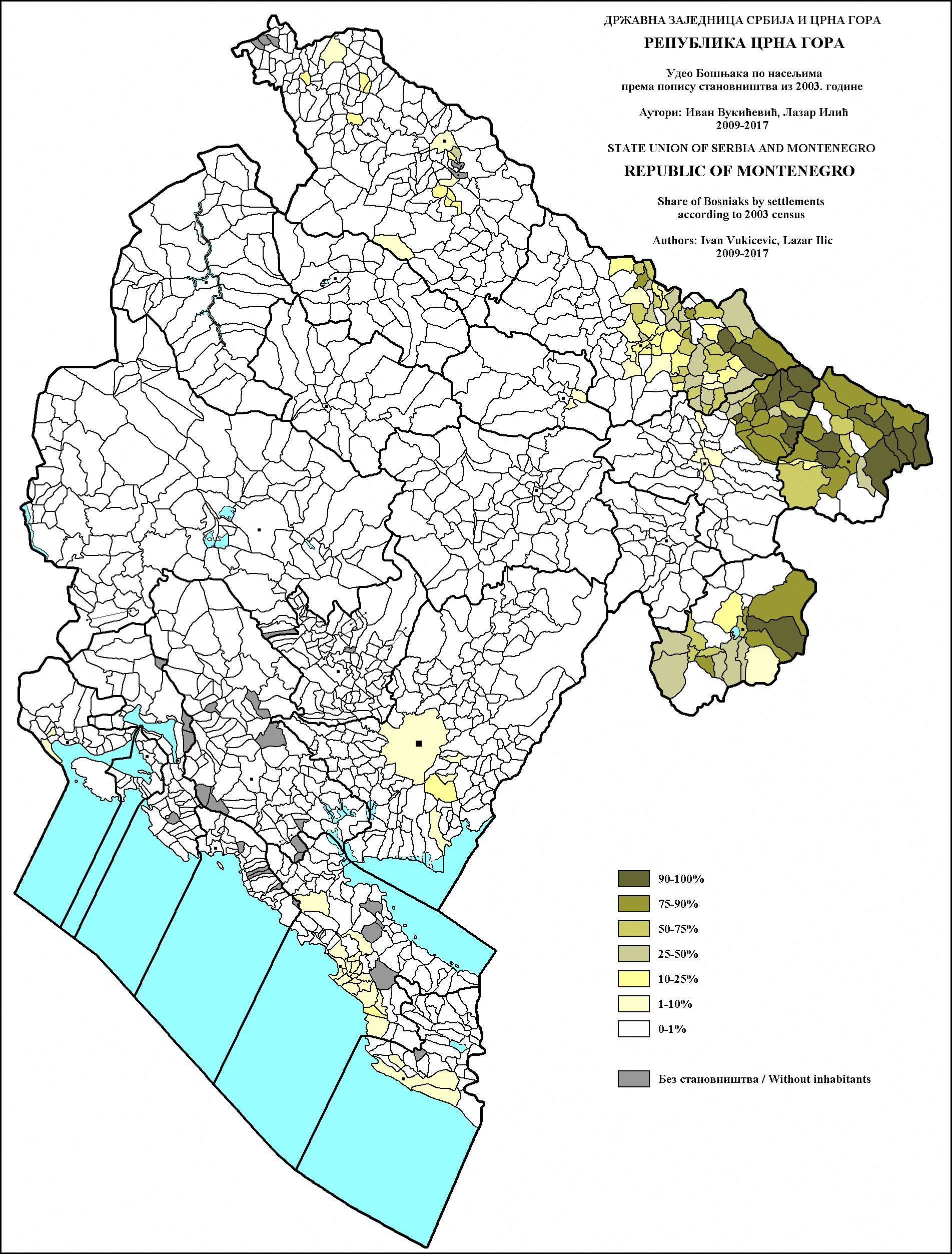
Частка босняків у Чорногорії за населеними пунктами (2003 рік).

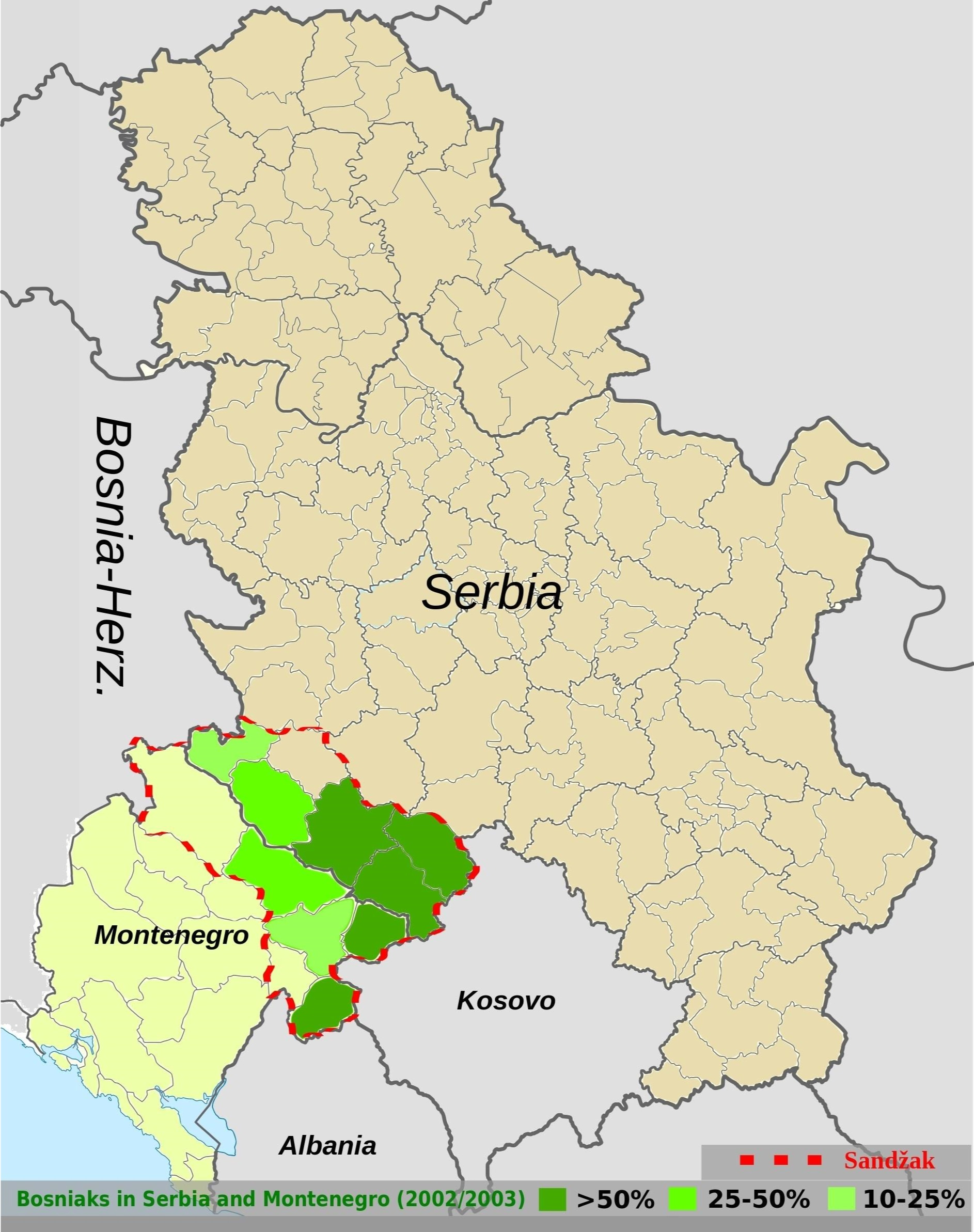
Босняки Сербії та Чорногорії в межах розділеної області Санджак (обведена пунктирною червоною лінією).

Босняки в основному проживають на півночі Чорногорії, в регіоні Санджака, складаючи більшість населення в чотирьох муніципалітетах: Рожає (83,91 %), Петніця (83,02 %), Плав (56 %) та Гусинє (42,64 %).

## Історія
Дві третини босняків Санджака походить з різних регіонів Чорногорії, які вони покинули, після того, як Османська імперія в 1687 році втратила Которську затоку. Тенденція продовжувалась в Старій Чорногорії і після 1711 року через вбивства навернених до ісламу осіб («istraga poturica»). Ще один фактор, який посприяв міграції босняків у Санджак зі Старої Чорногорії — це еміграція православного населення Санджака до Сербії та Габсбурзької монархії (Воєводини) двома окремими хвилями, спочатку близько 1687 р., а згодом у 1740 р., залишивши, при цьому, регіон знелюдненим. У 1878 році тільки 20 босняцьких сімей залишилися в Нікшичі, а в таких містах, як Колашин, Спуж, Грахово вже не було жодної особи даної етнічної групи. У 1912 році Чорногорська армія примусово перевела близько 12 000 босняків та албанців у християнство в районах Південного Санджака та Метохії після того як захопила ці землі у турків під час Балканських війн. Практично всі новонавернені, за винятком кількох сімей, знову прийняли іслам у 1913 році, коли під тиском міжнародної громадськості було оголошено, що їм дають свободу сповідувати віру, яку вони оберуть. Останній великий міжетнічний інцидент стався в 1924 році під час різанини в селах Шаховичі та Павино-Полє (нинішній муніципалітет Бієло-Полє в Санджаку), коли чорногорські селяни вбили сотні босняків через вбивство іншими місцевого чорногорського героя.
Остання група санджакських босняків прибула вже з інших країн. Окрім цього, тривало постійне змішування членів місцевої турецької адміністрації та військових. Частина босняків прибула зі Славонії у 1687 році, коли Туреччина втратила всі землі на північ від Сави під час австро-турецької війни. Набагато більше прибуло з Герцеговини в період після 1876 року, коли відбулося Герцеговинське повстання, проведеного сербами проти Австро-Угорщини та їхніх мусульманських підданих. Відразу після цього з Боснії та Герцеговини ринула ще одна міграційна хвиля, оскільки в 1878 році Берлінський договір віддав Вілает Боснії під контроль Австро-Угорщини. Остання хвиля з Боснії прибула у 1908 році, коли Австро-Угорщина офіційно анексувала Боснію, перервавши тим самим усі прямі зв'язки боснійських мусульман з Блискучою Портою — їхнім релігійним захисником. Нині в Чорногорії нараховується близько 50 000 босняків.

## Політика
- Головною політичною партією босняків Чорногорії є Босняцька партія (БС), яку очолює Рафет Хусович. Наразі партія займає два місця в Скупщині Чорногорії.
- Інша партія босняків — це Партія справедливості та примирення в Чорногорії, яку очолює Хазбія Калач.

Більшість босняків висловилися за незалежність Чорногорії, коли в 2006 році проводився референдум про незалежність.

## Релігія
Нині більшість босняків є переважно сунітськими мусульманами, які дотримуються ханафійської правової школи — найбільшої та найдавнішої школи шаріату в сунізмі.

## Відомі персоналії
| - Даниєль Алибабич — співак - Селмо Цикотич — боснійський політик - Майда Мехмедович — гандбольний гравець - Мирсад Хусеїнович — футбольний гравець - Фуад Музурович — колишній боснійський футболіст - Дадо Полумента — співак - Шако Полумента — співак - Рефік Шабанаджович — футболіст - Сеад Шехович — баскетболіст - Суад Шехович — баскетболіст | - Елсад Зверотич — футболіст - Дамир Чакар — футболіст - Шербо Растодер — історик - Ізудін Байрович — актор - Фахрудин Радончич — підприємець та політик - Дженан Радончич — футболіст - Рамо Коленович — футболіст - Сенида Хайдарпашич Сенидах — співак - Сеад Хакшабанович — футболіст - Рафет Хусович — політик |  |